# Nokere Koerse 1992
La Nokere Koerse 1992, quarantasettesima edizione della corsa, si svolse il 18 marzo per un percorso con partenza ed arrivo a Nokere. Fu vinta dal belga Johan Capiot della squadra TVM-Sanyo davanti ai connazionali Peter De Clercq e Benjamin Van Itterbeeck.

## Ordine d'arrivo (Top 10)
| Pos. | Corridore               | Squadra                                | Tempo |
| ---- | ----------------------- | -------------------------------------- | ----- |
| 1    | Johan Capiot            | TVM-Sanyo                              |       |
| 2    | Peter De Clercq         | Lotto-Mavic-MBK                        |       |
| 3    | Benjamin Van Itterbeeck | MG Boys Maglificio-Technogym           |       |
| 4    | Paul Haghedooren        | Collstrop-Garden Wood-Histor           |       |
| 5    | Willem-Jan Van Loenhout | Elro Snacks-Van De Velden-Tonissteiner |       |
| 6    | Stephan Van Leeuwe      | Tulip Computers-Koga Miyata            |       |
| 7    | Jan Mattheus            | La William-Duvel                       |       |
| 8    | Peter Huyghe            | La William-Duvel                       |       |
| 9    | Martial Gayant          | Lotto-Mavic-MBK                        |       |
| 10   | Rik Van Slycke          | Lotto-Mavic-MBK                        |       |